# Hispania (geslacht)
Hispania is een geslacht van kreeftachtigen uit de klasse van de Ichthyostraca.

## Soort
- Hispania vulturis Martínez, Criado-Fornelio, Lanzarot, Fernández-García, Rodríguez-Caabeiro & Merino, 2004